# Gerd Million
Gerd Million (* 7. Juli 1935 in Rehfeld, Kreis Soldin; † 1. Januar 2010) war ein deutscher Sportreporter und Fußballkommentator.

## Biografie
Million absolvierte zunächst eine Ausbildung als Industriekaufmann. Ab Mitte der 1950er Jahre fungierte er neben seiner hauptberuflichen Tätigkeit auch als freier Mitarbeiter für den SDR und den SWF. 1963 verlagerte Million seinen beruflichen Schwerpunkt gänzlich auf den Sportjournalismus und nahm eine Stelle beim SDR als Sportredakteur und -reporter an. Dabei erlangte er vor allem durch seine Fußball-Reportagen in der ARD-Bundesligakonferenz und dem vom BR produzierten Hörfunkmagazin „Heute im Stadion“ bundesweit einen hohen Bekanntheitsgrad, worin er als Fußballkommentator oft live von den Spielen des VfB Stuttgart berichtete. Von 1992 bis zu seinem Ruhestand Ende 1997 hatte Million zudem die Leitung der Abteilung Sport Hörfunk des SDR inne.
Er starb am Neujahrstag des Jahres 2010 im Alter von 74 Jahren und wurde einige Tage später im engsten Familienkreis in Tübingen-Kilchberg beigesetzt.